# Karl Marbe
Karl Marbe (* 31. August 1869 in Paris; † 2. Januar 1953 in Würzburg) war ein deutscher Psychologe.

## Leben
Karl Marbe wurde in Paris geboren, wo sein Vater als Geschäftsmann tätig war. 1875 zog die Familie nach Freiburg im Breisgau, von wo sie stammte. Nach dem Abitur studierte er in Bonn Psychologie. 1894 folgte er einem Ruf nach Würzburg; dort wurde zwei Jahre später das Psychologische Institut gegründet. Von 1905 an war Marbe Professor an der Akademie für Sozial- und Handelswissenschaften in Frankfurt am Main, wo er das Institut für Psychologie gründete. Ab 1. Oktober 1909 war er ordentlicher Professor für Philosophie, einschließlich Ästhetik sowie Psychologie und Pädagogik. Von 1909 bis zu seiner Emeritierung am 31. März 1935 lehrte der Geheime Regierungsrat als Leiter des Psychologischen Instituts der Universität Würzburg.
Marbe war mit der Kunstmalerin Milly Marbe-Fries verheiratet; sie hat ihn mehrfach porträtiert.

## Werk
Marbe gilt als Vertreter der Denkpsychologie (Würzburger Schule). Er untersuchte Anwendungsfelder psychologischer Erkenntnisse für Verkehrswesen, Werbung und Gerichtswesen. Er unternahm Untersuchungen zur Verteilung rhythmischer Einheiten verschiedener Längen; darauf geht das Gesetz der Verteilung rhythmischer Einheiten verschiedener Länge zurück. Nach dem von ihm 1901 aufgestellten Gesetz gehen gewöhnliche Wortassoziationen schneller als ungewöhnliche.
Im Rahmen der Ermittlungen zum Eisenbahnunfall von Müllheim am 17. Juli 1911 revolutionierte er das Gutachterwesen, indem er erstmals den Unfallverlauf in einem Weg-Zeit-Diagramm darstellte. Zudem beschäftigte er sich im Rahmen dieser Ermittlungen zum ersten Mal wissenschaftlich mit der Reaktionszeit und kam zu dem Ergebnis, man müsse dem Menschen eine Reaktionszeit von einer Sekunde zubilligen. Der Begriff der Schrecksekunde geht daher möglicherweise auf ihn zurück.
Von 1927 bis 1928 war er Präsident der Deutschen Gesellschaft für Psychologie. 1940 wurde er zum Mitglied der Leopoldina gewählt.
Sein Buch Zeitgemäße populäre Betrachtungen für die kultivierte Welt, während und kurz nach der NS-Zeit in verständlicher Form geschrieben und erst 2013 von dem Würzburger Psychologiehistoriker Armin Stock im Nachlass wiederentdeckt, enthält eine kritische Analyse zur Psychologie der Massen mit Blick auf die Lage in Diktaturen. Marbe zeigt darin, wie stark die Mechanismen der Volksverführung, der Faszination und der Suggestion durch Führer im Nationalsozialismus und in anderen Systemen wirksam wurden. Marbe bot das Manuskript nach 1945 mehreren Verlagen an, doch keiner wollte es veröffentlichen.

## Schriften
- Experimentell-psychologische Untersuchungen über das Urteil: eine Einleitung in die Logik. Engelmann, Leipzig 1901.
- mit Albert Thumb: Experimentelle Untersuchungen über die psychologischen Grundlagen der sprachlichen Analogiebildung. Engelmann, Leipzig 1901. (Neudruck mit einer Einleitung von David D. Murray. John Benjamins, Amsterdam 1978, ISBN 90-272-0971-5.)
- Über den Rhythmus der Prosa. J. Ricker’sche Verlagsbuchhandlung, Gießen 1904.
- Theorie der kinematographischen Projektionen.  J. A. Barth, Leipzig 1910.
- Die Aktion gegen die Psychologie; eine Abwehr. B. G. Teubner, Leipzig/Berlin 1913.
- Die Rechenkunst der Schimpansin Basso im Frankfurter Zoologischen Garten. B. G. Teubner, Leipzig/Berlin 1916.
- Die Gleichförmigkeit in der Welt. Untersuchungen zur Philosophie und positiven Wissenschaft. C.H. Beck’sche Verlagsbuchhandlung Oskar Beck, München 1916–1919.
- Mathematische Bemerkungen zu meinem Buche „Die Gleichförmigkeit in der Welt“. C.H. Beck’sche Verlagsbuchhandlung Oskar Beck, München 1916.
- Psychologie der Werbung. Poeschel, Stuttgart 1927.
- Die gerichtspsychologische Begutachtung von Autounfällen und die Eignung zum Chauffeur: ein Führer für Gerichtsgutachter, Juristen und die Polizei. C. L. Hirschfeld, Leipzig 1932.
- Grundfragen der angewandten Wahrscheinlichkeitsrechnung und theoretischen Statistik. C.H. Beck’sche Verlagsbuchhandlung, München/Berlin 1934.
- Merkwürd[ige] Befunde in d. Geburtenstatistik. Akademische Verlagsgesellschaft, Leipzig 1940.
- Warum werden in Kriegszeiten verhältnismässig viel Knaben geboren? Akademische Verlagsgesellschaft, Leipzig 1940.
- Über die Lebensdauer der Deutschen in Stadt und Land. Verlag Theodor Steinkopff, Dresden/Leipzig 1944.
- Selbstbiographie des Psychologen Geheimrat Prof. Dr. Karl Marbe in Würzburg. Herausgegeben im Namen der Kaiserlich Leopoldinisch-Carolinisch-Deutschen Akademie der Naturforscher von Emil Abderhalden. Halle (Saale) 1945.